# Pazenn
La zone Pazenn est une zone de météorologie marine des bulletins larges de Météo-France située au large des côtes françaises de l'Atlantique. Elle s'étend de 45°N à 48°27'N et de 6°W à 12°W. Elle est bordée par les zones de :
- Roméo à l'ouest
- Sole au nord
- Ouessant au nord-est
- Iroise, Yeu et Rochebonne à l'est
- Finisterre au sud

Elle doit son nom au mot breton Pazenn qui signifie « marche », au
sens de province frontière d’un état, confins d’un pays.